# هنري أيسمبورغس
هنري أيسمبورغس (مواليد 30 يناير 1914) هو لاعب كرة قدم. يلعب مع منتخب بلجيكا لكرة القدم. سبق له أن لعب في كأس العالم لكرة القدم مع منتخب بلاده.

## روابط خارجية
- هنري أيسمبورغس على موقع الاتحاد الدولي (مؤرشف)  (الإنجليزية)
- هنري أيسمبورغس على موقع الاتحاد البلجيكي (الإنجليزية)
- هنري أيسمبورغس على موقع قاعدة بيانات كرة القدم.إي يو (الإنجليزية)
- هنري أيسمبورغس على موقع ناشيونال فوتبول تيمز (الإنجليزية)
- هنري أيسمبورغس على موقع Soccerway.com (الإنجليزية)
- هنري أيسمبورغس على موقع عالم كرة القدم.نت (الإنجليزية)